# Vit skugglilja
Vit skugglilja (Tricyrtis macropoda) är en art i familjen liljeväxter från Kina. Arten odlas ibland som trädgårdsväxt i Sverige.

### Webbkällor
- Svensk Kulturväxtdatabas